# Puszkariwka (obwód dniepropetrowski)
Puszkariwka (ukr. Пушкарівка) – wieś na Ukrainie, w obwodzie dniepropetrowskim, w rejonie wierchniednieprowskim, nad Dnieprem, koło Wierchniednieprowska. W 2001 roku liczyła 3443 mieszkańców.